# Herguijuela de la Sierra
Herguijuela de la Sierra là một đô thị ở tỉnh Salamanca, phía tây Tây Ban Nha, thuộc cộng đồng tự trị Castilla và León. Đô thị này có cự ly 86 kilômét so với thành phố tỉnh lỵ Salamanca và có dân số 299 người. 
Đô thị này có diện tích 31.52 km².
Đô thị này nằm ở khu vực có độ cao 800 mét trên mực nước biển.
Mã số bưu chính là 37619.
Công viên Sierra de Francia tọa lạc ở đây.